# 排灣語群
排灣語群（Paiwanic）為台灣原住民使用的南島語系之一，為 費羅禮（1969）及白樂思（1977）提出的分類方式，現時已多不採用。
此種分類法將分布在台灣北中南、西部及東部高山與平地等地區的語言都涵蓋在內，而依據費羅禮（1969）之研究，此分類下又可再分為排灣語群I及排灣語群II。

## 分類
依據費羅禮（1969）之研究，此分類下又可再分為排灣語群I及排灣語群II。

### 排灣群I
排灣群I分有11個語種，龜崙語、賽夏語、道卡斯語、巴宰語（包含噶哈巫語）、邵語、巴布拉語、巴布薩語（包含虎尾壟語）、洪雅語、排灣語、卑南語、魯凱語等語種。

### 排灣群II
排灣群II包含現時分類下的東台灣南島語族以及布農語，這個語群共同的音變是古南島語*C、*t的合併。然而，李壬癸（2006）認為，*C、*t的合併也發生在馬玻語族，是常見的音變，不足以做為分群依據。李壬癸（2006）將布農語歸入南台灣南島語族，而將東台灣南島語族獨立，分有8個語種，巴賽語、噶瑪蘭語、猴猴語、撒奇萊雅語、阿美語(邦查語)、西拉雅語、大滿語、馬卡道語等語種。